# Isdera Commendatore 112i
La Isdera Commendatore 112i, così chiamata in onore di Enzo Ferrari, è un'autovettura sportiva prodotta dalla casa automobilistica tedesca Isdera  e presentata al salone di Francoforte nel 1993 di cui furono costruiti due esemplari, uno nell'anno 1993 (venduto a 800 000 DM) e uno nel 1999 con cilindrata maggiorata e detto silver arrow (venduto a 1 500 000 €). Nel 2016, Isdera ha riacquistato la Silver Arrow C112i da Albert Klöti, ha riportato l'auto alla sua forma e al nome originali e ha fatto apparizioni ai saloni automobilistici. Successivamente, il 13 febbraio 2021, l'Isdera Commendatore 112i è stata venduta all'asta da Sotheby's France a Parigi per 1.113.125 euro.

## Sviluppo
Eberhard Schultz spese all'incirca quattro milioni di euro nello sviluppo della vettura. 
Caratteristiche tecniche:
- Motore: Mercedes-Benz V12 60°
- Cilindrata: 1993: 5 987 cm³, 1999: 6 898 cm³
- Potenza massima: 1993: 300 kW, 1999: 355 kW
- Coppia massima: 1993: 580 N·m a 3 800 giri/min, 1999: 775 N·m a 5 250 giri/min
- Trazione: posteriore a motore centrale (C/P)
- Trasmissione: Getrag 6 marce manuale
- Peso: 1993: 1 477 kg; 1999: 1 550
- Velocità massima: 1993: 341 km/h; 1999: 370 km/h
- Accelerazione 0-100 km/h: 1993: 4,1 s; 1999: 4,7 s
- freni ABS (330 mm (13 pollici) l'anteriore e 305 mm (12 pollici) al posteriore
- sistema di sospensioni derivati dalla Porsche 928[3]